# Energy (musikgruppe)
 For alternative betydninger, se Energy. (Se også artikler, som begynder med Energy)
Energy er en musikgruppe der vandt MGP i 2012. Gruppen består af Sarah Katrine Dennig Simonsen, Lea Cecilie Dennig Simonsen og Aksel Lai Thomasbjerg, og vindersangen hed "Jeg Blir' Ved".[kilde mangler]